# 林家花丸
林家 花丸（はやしや はなまる）は、上方落語の名跡。当代は特に代数を名乗っていないが、過去には2、3名の存在が確認できる。他に「花丸」の名跡では桂花丸がある。
- 初代林家花丸（生没年不詳） - 幕末に花丸の名前がある。

## 2代目
二代目 林家 花丸（生没年不詳）は、落語家。本名は菊本 友吉。

### 経歴
初代林家菊丸の門下でその実子。二代目林家菊丸の弟。落語家になる前は伊勢で料理屋をしていたと伝わる。
「林家菊造」、「二代目林家小菊丸」を経て、「花丸」を名乗る。明治30年代末に没した模様。
明治20年代から30年代にかけて林家一門の中心人物で大活躍をした大看板だった。同世代の肩を並べた噺家には後の七代目桂文治、三代目桂文枝、三代目桂文三等がいる。

### 芸風
得意ネタは「滑稽改良噺」。人情噺を秀で「乳貰い」を得意とした。

## 3代目
笑福亭 花丸（1934年9月21日 - ）は、落語家。本名：島 洋一。
尼崎工業高校卒業後、サラリーマンとして勤める。
1957年、三代目林家染丸に入門し、「染太楼」から「花丸」となる。後に四代目笑福亭枝鶴の門下に移り、亭号を改め「笑福亭花丸」を名乗る。笑福亭仁鶴は弟弟子。初舞台は1959年の千日劇場。KBSラジオの「KBSワイドスコープ」のパーソナリティーも務めた。1973年3月に廃業。
その後は名古屋で芸能マネージャーをしていた。

### 芸風
得意ネタのひとつだった「相撲場風景」は六代目笑福亭松鶴にそっくりだと言われた。二代目林家染丸門下の林家うさぎ（島 光明）は実父。

## 当代
林家 花丸（1965年3月6日 - ）は、兵庫県尼崎市出身。本名: 船引 厚志。出囃子は「ダーク」。

### 経歴
桃山学院大学社会学部卒業。
1991年11月、四代目林家染丸に入門し、「花丸」を名乗る。

### 芸風
林家染丸一門の師匠筋の二代目林家染丸の十八番だった『電話の散財』を受け継ぎ、しばしば高座に掛けている。

### 人物
年に40回は宝塚歌劇を鑑賞するほどの宝塚ファンとしても知られる。「天橋 満（あまはし みちる）」を名乗り宝塚ファンの落語家が歌劇を公演する「花詩歌（はなしか）タカラヅカ」立ち上げメンバーかつトップスターでもあったが、2017年の第6回公演で「落語に専念するため」黒紋付きに緑の袴姿で本家ばりの卒業セレモニーを行なって引退した。
1995年から1998年まで笑福亭福三（二代目森乃福郎）らが立ち上げた、新作落語だけを披露する落語会である新撰落語もぎた亭に参加していた。

### 受賞歴
- 1998年 なにわ芸術祭 最優秀新人賞
- 1999年 大阪府知事賞受賞 大阪市長賞受賞
- 2010年 繁昌亭大賞爆笑賞受賞
- 2014年 繁昌亭大賞受賞[1]
- 2014年 文化庁芸術祭優秀賞受賞